# Liendo
Liendo è un comune spagnolo di 889 abitanti situato nella comunità autonoma della Cantabria, comarca della Costa Oriental.
Il suo territorio è nella pianura compresa fra gli sbocchi al mare dei fiumi Asón e Agůera e circondata da un arco di colline. Si compone di 13 nuclei abitati compreso il capoluogo Hasaz che dista 57 km dalla capitale della regione Santander.
Il comune, che nel 1900 aveva 1 237 abitanti, ha registrato nell'ultimo secolo un costante graduale calo demografico e un invecchiamento della popolazione, la cui età media è attualmente di 46 anni con conseguente diminuzione dell'indice di natalità e aumento di quello di mortalità. Come è avvenuto per altri piccoli comuni montani della Cantabria la causa di questa situazione è stata la forte emigrazione di giovani verso paesi che offrivano favorevoli occasioni di lavoro e maggiori retribuzioni, che non poteva offrire un'economia basata soprattutto sull'allevamento del bestiame bovino nei pascoli stabili e un'agricoltura dedita alle coltivazioni erbacee. Questa situazione è anche l'attuale come risulta dalla ripartizione della popolazione attiva a seconda del settore d'impiego che registra il 43,1% di addetti al settore primario cioè alla agricoltura e all'allevamento del bestiame, il 18,6% nell'edilizia, il 17,1% nell'industria e artigianato e il 21,2% nei servizi. Gli addetti all'industria pur risiedendo nel comune di Liendo sono impiegati dalle imprese della vicina Castro Urdiales e dell'estuario dell'Asón frequentate zone turistiche e anche fra le più industrializzate della Cantabria.

## Storia
Diversi giacimenti archeologici della zona indicano nel Neolitico la prima presenza umana nel territorio e i primi insediamenti fissi nel periodo castrense, esistono anche testimonianze archeologiche della presenza dei Romani che costruirono strade che attraversavano il territorio del comune attuale. Nel Medio Evo Liendo appartenne alla Merindad de Vecioe nel XII secolo fu terra di realengo cioè direttamente governata dal re tramite un suo governatore godendo di una limitata autonomia amministrativa esercitata da un consiglio di rappresentanti designati dagli abitanti. Era posto di passaggio del camino de Santiago. Alla metà del XIV secolo dipese da Laredo che seguì anche quando Laredo fece parte del Corregimiento de las cuatro villas de la costa del mar e questa situazione durò fino alla metà del XVIII quando la dipendenza da Laredo fu considerata troppo onerosa e Liendo si separò dalla sua giurisdizione. Nel 1822 fu ufficialmente un comune costituzionale entro i confini attuali.

## Monumenti e luoghi d'interesse
D'interesse archeologico sono le Cuevas de los Abalorios, del Pinto, de las Tapas, grotte con graffiti e pitture rupestri, e la necropoli megalitica. Il patrimonio di architettura religiosa è costituito dalla chiesa di Nuestra Señora de L'Asuncion dei secoli XVII-XVIII dichiarata bien de intéres cultural. Numerosi sono i santuari che s'incontrano lungo il Camino de Santiago, fra questi si distinguono le ermitas di San Julian del XIV secolo, di San Roque del XVI secolo, della Virgen de las Gracias del XVII secolo, della Virgen de las Nieves del XVI secolo e della Sagrada Familia della metà del XVIII secolo.
Diverse sono le case e casonas del XIX secolo e di epoca precedente che si distinguono, fra queste il cosiddetto Palacio de la Iseja Vieja del XVIII secolo, ci sono inoltre le Casas de los Indianos dei secoli XIX - XX. Sono case generalmente di stile coloniale americano costruite dagli indiani cioè dagli emigranti del paese che fatta fortuna in America sono tornati in patria e facendosi una nuova casa hanno seguito lo stile delle case che avevano visto là.
Liendo ha solo due piccole spiagge: San Julian. vicina all'ermita omonima. e Sanabia, raggiungibile solo da Castro Urdiales.